# Kílix de Dúrides y Calliades

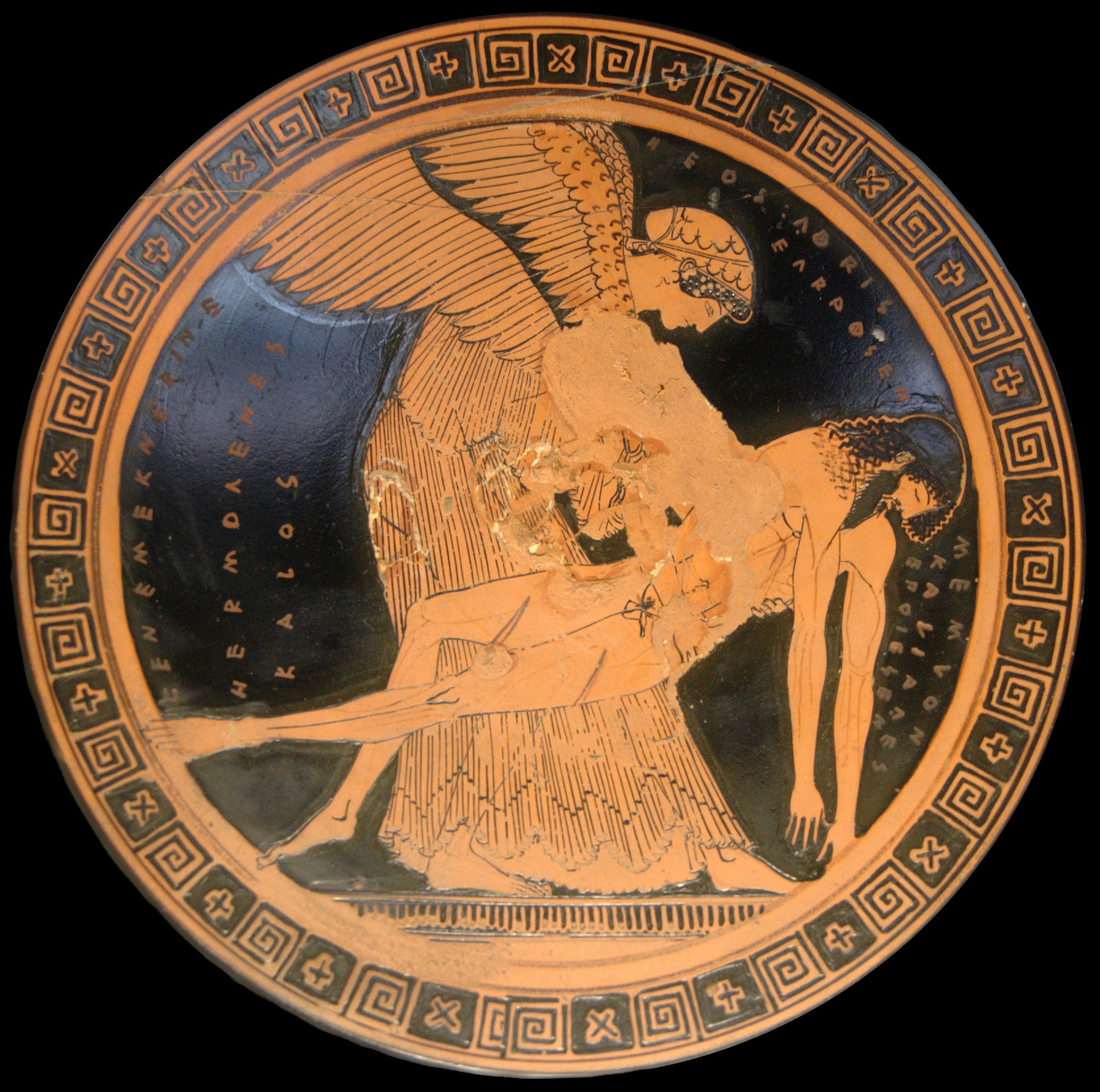
Memnón y Eos (detalle del Kílix).

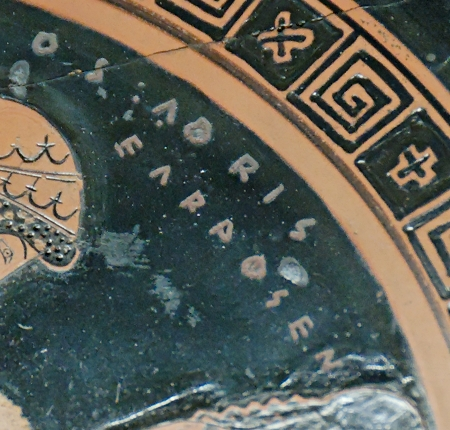
Detalle de la firma de Dúrides en el kílix.

El Kílix de Dúrides y Calliades, más conocido como Pietá de Memnón, es un kílix (copa de cerámica para beber vino, con un cuerpo relativamente poco profundo y ancho levantado sobre un pie y con dos asas dispuestas simétricamente) elaborado en la Antigua Grecia. y que data del año 490 - 480 a. C., siendo decorado con las pinturas del artista Dúrides (griego Δοῦρις, Doũris), pintor de vasos de figuras rojas, activo de 500 a 460 a. C. y elaborada por Calliades.

## Origen de la pieza
La pieza procede de la localidad de Santa Maria Capua Vetere, situada en la provincia de Caserta, parte de la región de Campania (Italia meridional).

## Simbología
La cerámica esta totalmente decorada con las pinturas de Dúrides, que representan la Guerra de Troya, y donde aparecen Eos (en griego antiguo Ἠώς Êós o Έως Eos, ‘aurora’) diosa titánide, Memnón, en la mitología griega rey de Etiopía, hijo de Titón y Eos y en el kílix también aparece la Etiópida (del griego: Αἰθιοπίς, latín: Aethiopis), un poema épico perdido de la antigua literatura griega. Es uno de los que componen el Ciclo troyano, que trata sobre la historia completa de la guerra de Troya en sus sagas épicas. La historia narrada en la Etiópida viene cronológicamente después de la Ilíada, y le sigue la Pequeña Ilíada. La Etiópida fue atribuida por escritores antiguos a Arctino de Mileto. El poema se compone de dos libros de versos en hexámetros dáctilos.

## Características
- Estilo: Griego.
- Material: Arcilla.

## Conservación
La pieza se expone de forma permanente en el Museo del Louvre de París, (Francia) después de su adquisición a la Colección Paravey en el año 1879.